# Русанов, Михаил Гаврилович
Михаил Гаврилович Русанов (7 ноября 1920, с. Владимировка, Варненский район, Челябинская область — 20 мая 1994, Варна, Челябинская область) — советский военнослужащий, участник Великой Отечественной войны, командир отделения разведки 667-го гаубичного артиллерийского полка (35-я гаубичная артиллерийская бригада, 15-я артиллерийская дивизия, 3-й артиллерийский корпус прорыва, 21-я армия, Ленинградский фронт), старшина. Герой Советского Союза.

## Биография
Родился 7 ноября 1920 года в селе Владимировка (ныне — Варненский район Челябинской области) в семье казака. Русский.
После первого курса Кустанайского педучилища с 1939 года работал в Красноармейской средней школе Кустанайской области учителем.
В 1940 году был призван в ряды Красной Армии. Начиная с 1941 года, находился на фронте. Воевал в составе артиллерийского расчёта, позже — командиром отделения полковой разведки артиллерийского полка.
Командир отделения разведки 667-го гаубичного артиллерийского полка старшина Русанов 10 июня 1944 года в ходе боёв за город Выборг, находясь в боевых порядках пехоты, корректировал артиллерийский огонь дивизиона по обнаруженным им целям противника. 15 июня 1944 года участвовал в отражении 3-х вражеских контратак, из противотанкового ружья подбил танк, уничтожил несколько пулемётных точек врага. В числе первых ворвался в город.
Указом Президиума Верховного Совета СССР от 18 ноября 1944 года за мужество и героизм, проявленные в боях в ходе Выборгской операции, Михаилу Гавриловичу было присвоено звание Героя Советского Союза.
Похоронен на кладбище села Варна.

## Награды
- Медаль «Золотая Звезда» Героя Советского Союза;
- орден Ленина;
- два ордена Отечественной войны I степени;
- два ордена Красной Звезды;
- медали.

## Память
- Именем Русанова названа Варненская средняя школа № 1, в которой Михаил Гаврилович проработал учителем больше 30 лет.